# Bieliny (gemeente)
De gemeente Bieliny is een landgemeente in het Poolse woiwodschap Święty Krzyż, in powiat Kielecki.
De zetel van de gemeente is in Bieliny.
Op 30 juni 2004 telde de gemeente 9828 inwoners.

## Oppervlakte gegevens
In 2002 bedroeg de totale oppervlakte van gemeente Bieliny 88,09 km², waarvan:
- agrarisch gebied: 65%
- bossen: 30%

De gemeente beslaat 3,92% van de totale oppervlakte van de powiat.

## Demografie
Stand op 30 juni 2004:
| Omschrijving                   | Totaal | Totaal | Vrouwen | Vrouwen | Mannen | Mannen |
| ------------------------------ | ------ | ------ | ------- | ------- | ------ | ------ |
| eenheid                        | aantal | %      | aantal  | %       | aantal | %      |
| inwoners                       | 9828   | 100    | 4867    | 49,5    | 4961   | 50,5   |
| bevolkingsdichtheid (inw./km²) | 111,6  | 111,6  | 55,3    | 55,3    | 56,3   | 56,3   |

In 2002 bedroeg het gemiddelde inkomen per inwoner 1305,53 zł.

## Aangrenzende gemeenten
Bodzentyn, Daleszyce, Górno, Łagów, Nowa Słupia